# Supervisor de los portadores del sello
Supervisor de los portadores del sello era un antiguo título egipcio documentado desde principios del Reino Medio (alrededor del año 2000 a. C.). 
| m | r · xtm · t | G4 |

| m | r · xtm · t | G4 |

El cargo se encuentra principalmente en la corte como un importante cargo estatal, pero también está atestiguado en la administración provincial. El "supervisor de los portadores del sello" de la corte real solía ostentar otros títulos de alto rango, como el de "portador del sello real". En la dinastía XIII de Egipto, el "supervisor de los portadores del sello" solía llevar también el título de "el que sigue al rey", un título que, por lo demás, solo está atestiguado para el "gran supervisor de la casa" (Imi-ra-per-ur: Jmj-r3-pr-wr) en esta época, con el que el "supervisor de los portadores del sello" trabajaba en estrecha colaboración.
El egiptólogo alemán Wolfram Grajetzki ha atestiguado los tipos de fuentes donde se ha encontrado el título de "Supervisor de los portadores del sello" y ha encontrado en piezas dedicadas al enterramiento, en capillas de ofrendas, inscripciones rupestres, amuletos o manuscritos (textos y registros).
Aunque las funciones de los "supervisores de los portadores del sello" son discutidas, es seguro que trabajaban en el entorno económico del palacio y en otras instituciones, presidiendo allí a los oficiales encargados de los sellos. En un papiro de un hombre llamado Sanehat, del Reino Medio tardío, donde se describen sus preparativos para el Más Allá aparece que el "supervisor de los portadores del sello" se encargaría de los dibujos de su tumba.
Debido a una ortografía casi idéntica, el título puede confundirse a menudo, dentro de la egiptología, con el de "tesorero" (Imi-ra-jetemet: Jmj-r3-ḫtmt).
Reconocidos poseedores del título fueron Meru, Dyehuty o Senenmut.